# セルヒオ・ペーニャ
セルヒオ・フェルナンド・ペーニャ・フローレス（Sergio Fernando Peña Flores, 1995年9月28日 - ）は、ペルー・リマ出身のサッカー選手。マルメFF所属。ペルー代表。ポジションはMF。

## クラブ経歴
アリアンサ・リマで育成され、2012年2月18日、16歳の若さでトップチームデビュー。
2013年5月23日、グラナダCFのBチームに移籍した。移籍後はユース時代を過ごしたアリアンサ・リマとウニベルシダ・サン・マルティンにレンタルし、レンタル復帰後はグラナダのトップチームに昇格した。2018年7月13日、CDトンデラに2018-19シーズン終了までレンタル移籍した。
2019年8月3日、FCエメンと3年契約を結んだ。
2021年8月4日、マルメFFに移籍した。

## 代表経歴
2018年5月14日、2018 FIFAワールドカップを戦うペルー代表候補25人に選出されたが、23人の登録メンバーからは漏れた。